# Burgstraße 17 (Runkel)

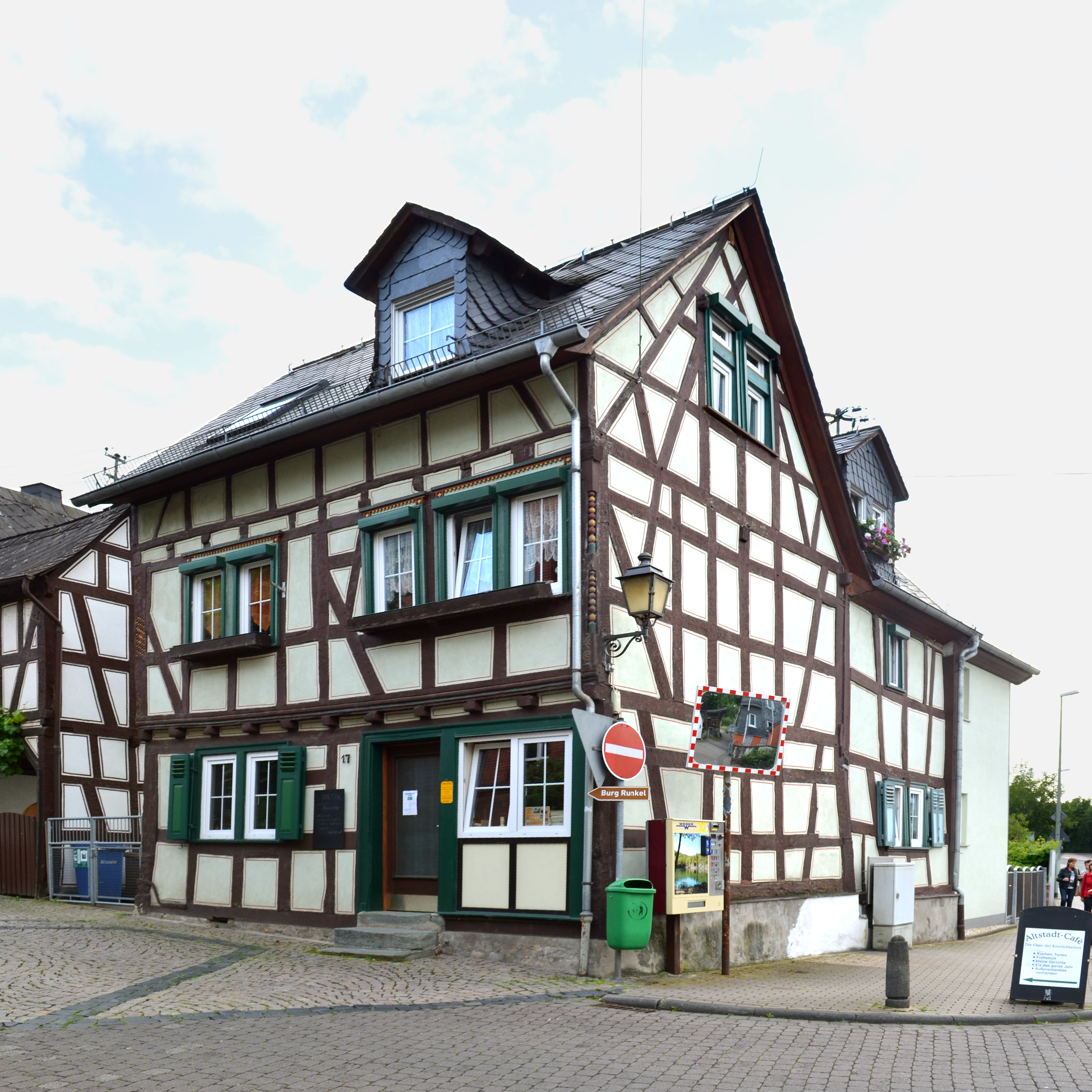
Fachwerkhaus Burgstraße 17 in Runkel

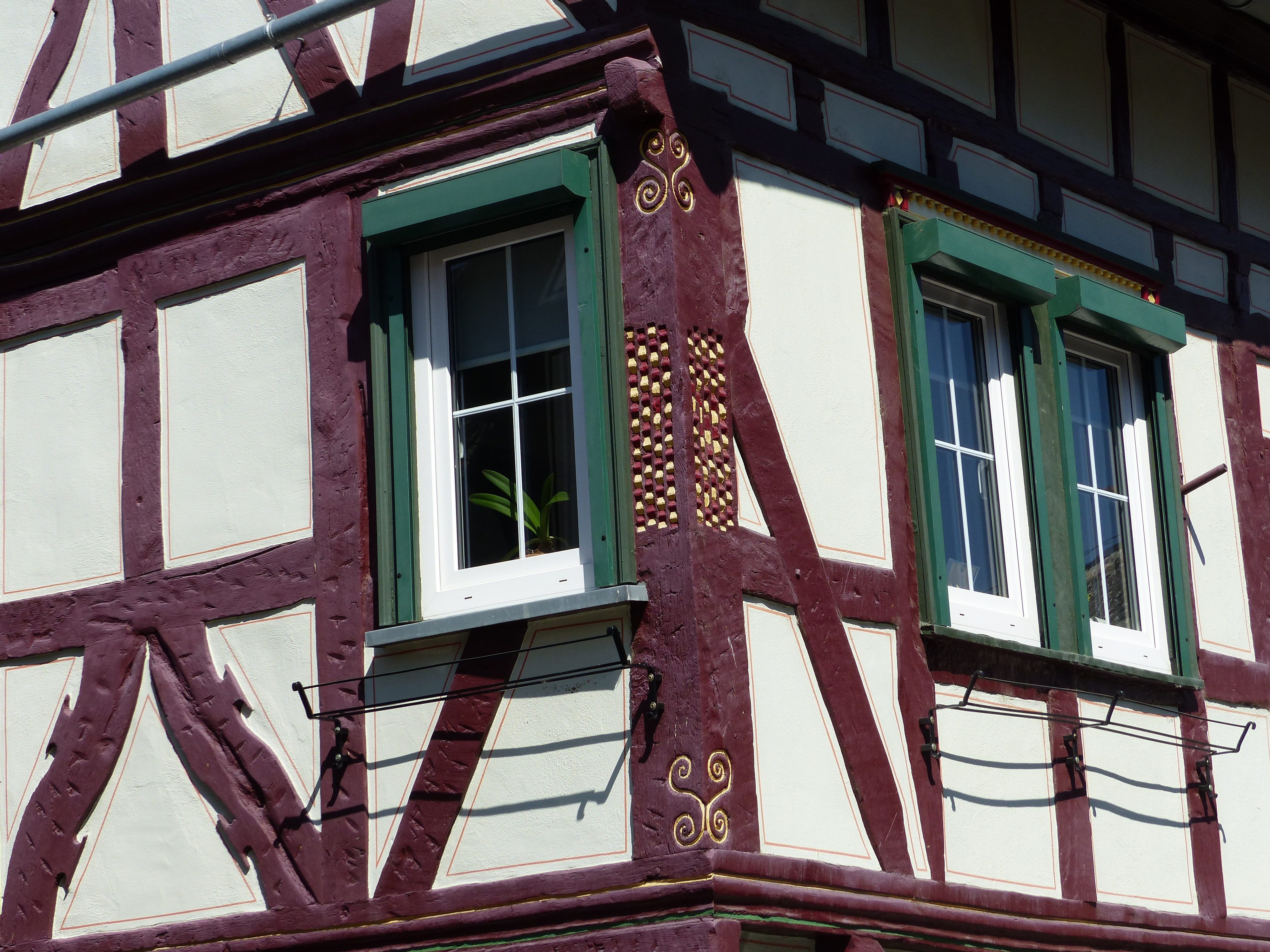
Geschnitzter Eckständer

Das Gebäude Burgstraße 17 in Runkel, einer Gemeinde im mittelhessischen Landkreis Limburg-Weilburg, wurde im 18. Jahrhundert errichtet. Das zweigeschossige Fachwerkhaus in Ecklage ist ein geschütztes Kulturdenkmal. 
Das plastische Schwellenprofil am Obergeschoss ist ein Fachwerkbaumerkmal des 18. Jahrhunderts. Jedoch wurde möglicherweise im 19. Jahrhundert eine historisierende Umgestaltung vorgenommen. Dazu zählen die zierlichen Fensterfriese und die geschnitzten Eckständer am Obergeschoss.